# Charles Clapper
Charles Ellis Clapper (Memphis, 20 dicembre 1875 – Chicago, 14 dicembre 1937) è stato un lottatore statunitense.
Partecipò alle gare di lotta dei pesi piuma ai Giochi olimpici di Saint Louis 1904, dove riuscì a vincere la medaglia di bronzo.

## Palmarès
In carriera ha conseguito i seguenti risultati:
- Giochi olimpici

St. Louis 1904: una medaglia di bronzo nella lotta libera categoria pesi piuma.